# Marcel Prélot
Marcel Prélot est un homme politique et un constitutionnaliste français, né le 30 octobre 1898 à Janville (Eure-et-Loir) et mort le 26 décembre 1972 à Puget-Ville (Var).

## Biographie
Il est professeur à la faculté de droit de Paris après avoir été recteur de l’Académie de Strasbourg et de celle de Montpellier. Marcel Prélot est un grand spécialiste du droit constitutionnel français. Il a rédigé un précis de droit constitutionnel (Dalloz, 1ère édition, 1957) et un précis d'histoire des idées politiques (Dalloz, 1959).
L’un des fondateurs du Parti démocrate populaire puis du Rassemblement du peuple français, il est délégué par la Résistance à l’Assemblée consultative d’Alger.
Député RPF du Doubs de 1951 à 1955, il est ensuite sénateur UNR puis UDR de ce département de 1959 à 1971. Au Sénat, il est Vice-Président de la commission des lois constitutionnelles, de la législation, du suffrage universel, du règlement et d'administration générale de la République.
Proche de De Gaulle, il s'oppose toutefois en 1969 au projet de révision constitutionnelle sur le Sénat.

### Articles annexes
- Liste des députés du Doubs
- Liste des sénateurs du Doubs